# AM-352
A AM-352, popularmente conhecida como Estrada de Novo Airão, é uma rodovia do estado do Amazonas. Com 98,6 km extensão, ela liga os municípios de Manacapuru e Novo Airão, ambos localizados na Região Metropolitana de Manaus.
A estrada apresenta acentuados desníveis, é pouco sinalizada e não possui acostamento. Em novembro de 2015, o Governo do Estado do Amazonas, por meio da Secretaria de Estado de Infraestrutura (Seinfra), começou os serviços de conservação na rodovia. Nesta primeira etapa, do quilômetro 3 seguindo até o quilômetro 8, foram realizados os trabalhos de limpeza e tapa-buraco.
A rodovia tem importância econômica vital para Novo Airão, município cuja principal atividade é o ecoturismo, por permitir a ligação por terra com os municípios de Manacapuru, Iranduba e a capital Manaus por intermédio da AM-070.